# Filip Dujardin
Filip Dujardin (Gante, 14 de julio de 1971) es un artista surrealista y fotógrafo de arquitectura flamenco, especializado en fotomontajes.

## Biografía
Entre los años 1998 y 2000 fue asistente técnico de Carl De Keyzer. Entre 2000-2006 trabajó con Frederik Vercruysse. Juntos se hicieron célebres como fotógrafos de arquitectura.
Dujardin ha trabajado como fotógrafo independiente desde 2007. En 2008, ganó fama internacional gracias a la serie "Ficciones", una serie de montajes de imágenes digitales. Al editar digitalmente fotos de edificios reales, Dujardin crea construcciones ficticias y surrealistas. Dujardin organizó la serie "Ficciones" en el Centro BOZAR de Arte Contemporáneo de Bruselas. Las siguientes exposiciones tuvieron lugar en Canadá, Francia, Alemania, Italia, Estados Unidos y Corea del Sur. Tiene publicaciones en revistas y libros internacionales. Las obras de Dujardin se han comprado, entre otras, para las colecciones del Museo Metropolitano de Arte, MoMA y SFMOMA.

## Exposiciones
“Ficciones” en Bruselas, con una serie de montajes fotográficos de arquitectura, a lo que siguieron otras grandes exposiciones en Canadá, Francia, Alemania, Italia, Estados Unidos y Corea del Sur.
- 2008 - "Ficciones", Centro BOZAR de Bellas Artes, Bruselas
- 2009 - sin título, de Velings, Tourgen
- 2010 - "Arquitectura imaginaria - Fotografías de Filip Dujardin", Museo de Arte Chazen, Madison
- 2011 - "Ficciones", Galería Highlight, San Francisco
- 2013 - "(dis) location", Galería destacada, San Francisco
- 2018 - "resumen", BWA Contemporary Art Gallery en Katowice